# Artchiman
Artchiman est un village de la région de Şamaxı en Azerbaïdjan.

## Géographie
Le village d'Artchiman de la région de Şamaxı est situé dans la circonscription administrative du village d'Artchiman.

## Économie
La principale occupation de la population du village est l'agriculture et l'élevage.

## Population
Selon les statistiques de 2009, la population du village est de 585 personnes.

## Culture
Il y a une bibliothèque, un club et un centre médical dans le village.